# Prvi slovenski športni klub Maribor
Il Prvi slovenski športni klub Maribor (it. Primo club sportivo sloveno Maribor), noto come 1.SŠK Maribor, oppure semplicemente Maribor, fu una società calcistica slovena con sede a Maribor, al tempo parte del Regno di Jugoslavia. Fu attiva nel periodo interbellico e fu una delle più importanti società sportive della Ljubljanski nogometni podsavez (la sottofederazione calcistica di Lubiana), una delle 15 in cui era diviso il sistema calcistico del paese.

## Storia
Il club viene fondato il 28 giugno 1919 da Ivo Vauda, che al tempo era il miglior calciatore di Maribor, ed il primo presidente è Drago Kolbl. Il 1.SŠK Maribor è considerato il successore del ŠD Maribor. La prima partita viene disputata l'11 luglio contro i concittadini del Rapid Marburg, la squadra della comunità tedesca. Il Rapid vince la gara per 5–0, ma la rivincita è appannaggio del 1.SŠK per 2–1. La prima gara internazionale viene giocata il 1º luglio 1922 contro il Grazer AK e finisce con un pareggio 2–2.
Dopo 6 secondi posti, il club vince finalmente il campionato di Lubiana nel 1931. Vince per altre due volte il titolo nel 1933 e nel 1939. La squadra cessa l'attività con l'inizio della seconda guerra mondiale.
Il club aveva una forte rivalità con lo Železničar Maribor.

## Palmarès
- Campionato della sottofederazione calcistica di Lubiana: 3

1930–31, 1932–33, 1938–39